# Bejstrup Ravnsten
Der Runddysse Bejstrup Ravnsten (auch Ravsten – (deutsch Rabenstein ) – DKC 100702-8 oder Bejstrup SB 8 genannt) ist ein Rechteckdolmen inmitten des Feldes Udlodden, im Süden von Bejstrup, nahe dem Limfjord in der Region Nordjylland bei Hjørring in Dänemark. Der Runddolmen entstand zwischen 3500 und 2800 v. Chr. als Megalithanlage der Trichterbecherkultur (TBK).
Die etwa 2,0 × 1,0 m messende Kammer des Rechteckdolmens wurde aus vier sehr großen Orthostaten und einem imposanten Deckstein errichtet. Einige Schälchen befinden sich auf der Oberseite des nordöstlichen Orthostaten. Der Randsteinkreis ist weitgehend zerstört, weil der Bauer sehr nahe entlang der Kammer gepflügt hat.